# Kościół św. Wojciecha w Białej Rawskiej
Kościół św. Wojciecha w Białej Rawskiej – zabytkowy kościół parafialny pod wezwaniem świętego Wojciecha z początku XVI wieku.
Kościół stoi na miejscu starszego drewnianego kościoła wzmiankowanego w XIII wieku, a istniejącego już może nawet w XII wieku. Obecny obiekt jest murowanym obiektem jednonawowym. 

## Historia
Kościół wybudowano w stylu gotyckim z inicjatywy biskupa chełmskiego Mikołaja Kościeleckiego oraz jego następcy biskupa Jakuba Buczackiego i ukończono go po 1518 roku. Powstało wtedy istniejące do dzisiaj prezbiterium oraz zakrystia.
Kościół spłonął od uderzenia pioruna w 1712 roku, po czym został odbudowany w stylu barokowym z inicjatywy biskupa poznańskiego Antoniego Onufrego Okęckiego. Wtedy też prawdopodobnie zbudowano istniejącą do dzisiaj nawę główną. 
Około 1846 roku dobudowano neogotycką fasadę. W 1932 roku zbudowano dzwonnicę.

## Wnętrze
Wewnątrz kościoła znajduje się m.in. barokowa, bogato zdobiona ambona, w kształcie łodzi żaglowej, XVII-wieczna chrzcielnica (z XV-wieczną misą) oraz organy pochodzące z XIX w. Na ścianach znajdują się malowidła, wykonane technikami al fresco i al secco. Kościół św. Wojciecha jest zarazem Sanktuarium Matki Bożej Miłosiernej, gdyż znajduje się w nim cudowny obraz Matki Boskiej Miłosiernej, ufundowany jakoby jeszcze przez królową Bonę. Wizerunek ten, nieznanego autorstwa, namalowany jest na drewnie. W rzeczywistości, obraz Matki Bożej Miłosiernej pojawił się w Białej Rawskiej pomiędzy 1673 r. a 1717 r. Wymieniony jest podczas wizytacji biskupa Adama Rostkowskiego, jako fundacja Franciszki Wolskiej, dziedziczki Chrząszczewa. Obraz ten został ukoronowany przez prymasa Józefa Glempa koronami papieskimi poświęconymi przez papieża Jana Pawła II, podczas jednej z jego pielgrzymek do kraju. 

## Dzwonnica
Obok kościoła znajduje się zabytkowa ceglana dzwonnica. Zbudowano ją w 1932 roku nawiązując do wzorów budownictwa średniowiecznego, stąd jej wygląd wskazuje wyraźne wpływy gotyckie i romańskie. Dzwonnica ta stoi w miejscu poprzedniej, drewnianej, znacznie niższej, XVI-wiecznej dzwonnicy. Niektóre źródła podają, iż obiekt ten pochodzi z XVI wieku; informacja taka jest błędna. 

## W okolicy
W pobliżu świątyni znajduje się plebania z początku XX wieku. Teren kościoła otoczony jest kamiennym ogrodzeniem, zbudowanym na przełomie XIX i XX w. Wcześniejsze ogrodzenie było drewniane. Nad zdobioną bramą znajduje się kilka rzeźb świętych.

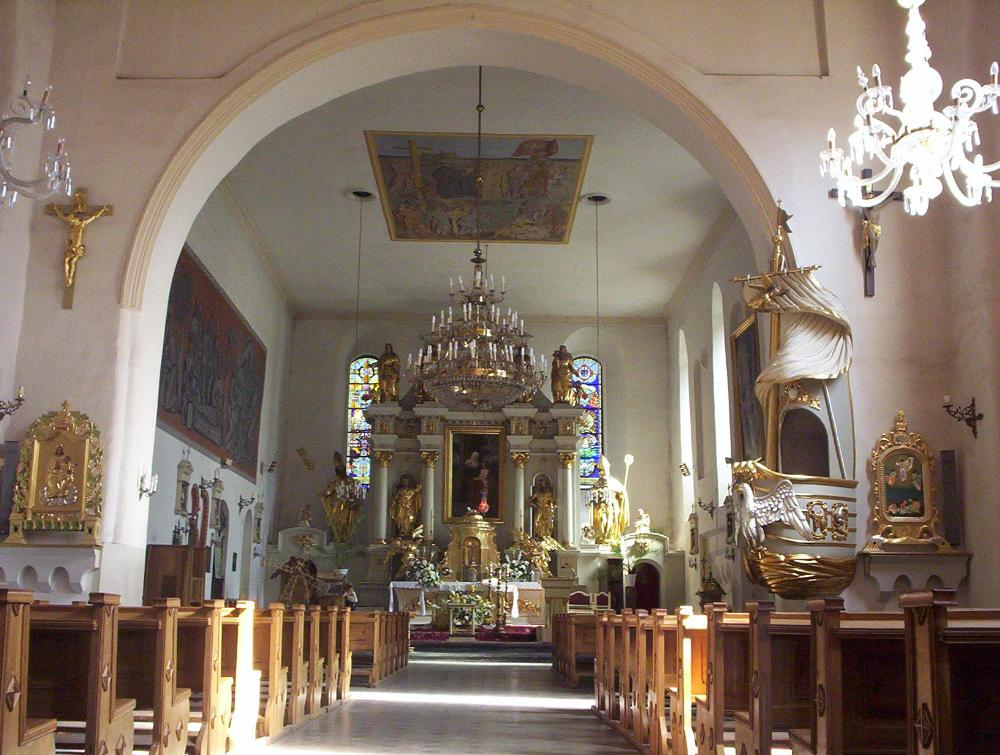
Wnętrze kościoła
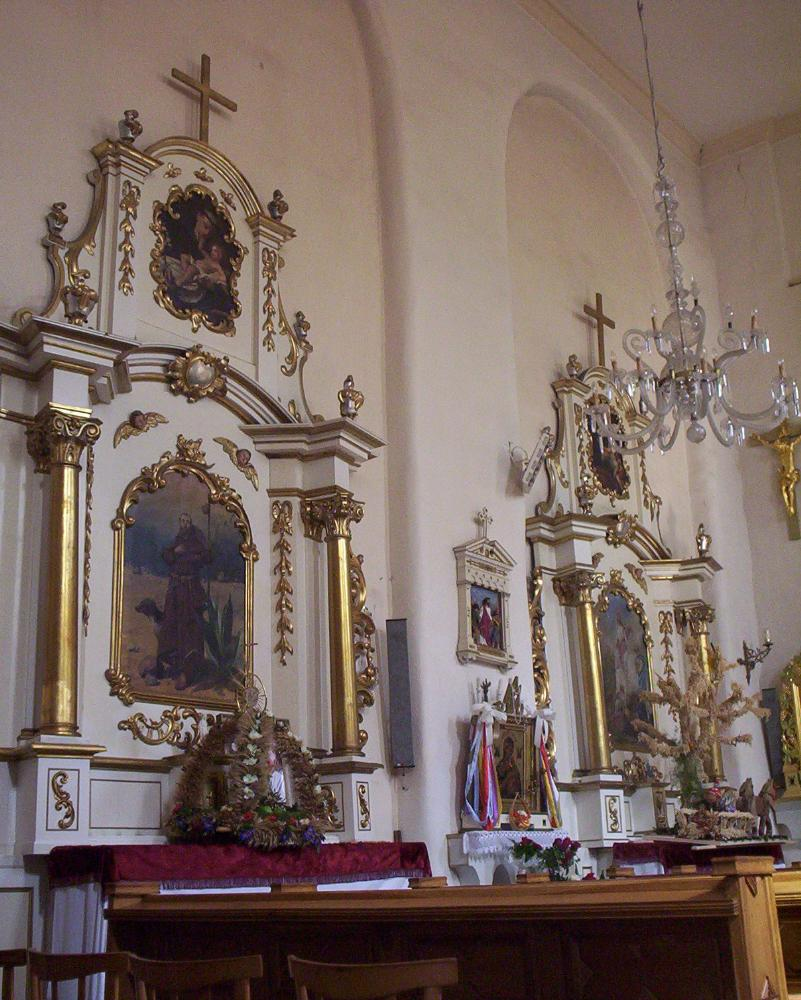
Ołtarze w kościele św. Wojciecha
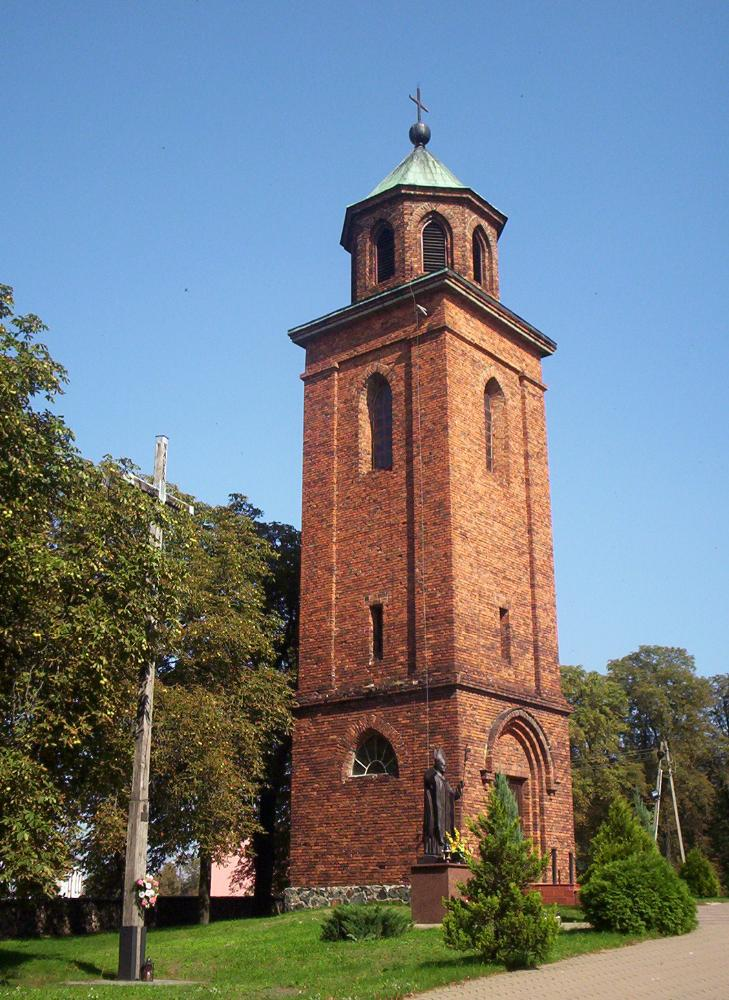
Dzwonnica z 1932 r.
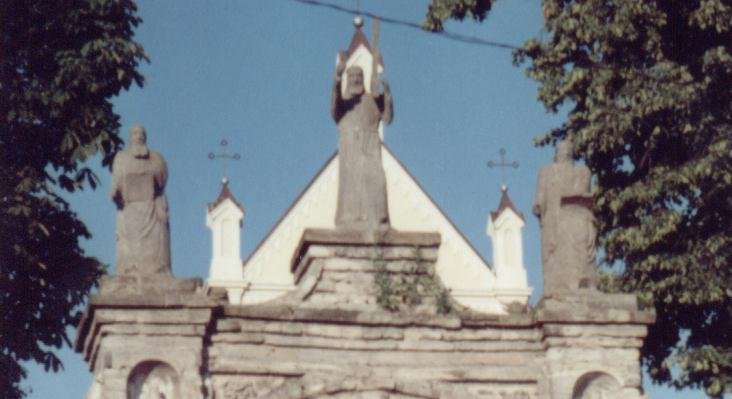
Rzeźby nad bramą kościelną